# برنارد كاتس
برنارد كاتس (بالألمانية: Bernard Katz)‏ عالم فيزياء حيوية ألماني (لايبزج بألمانيا، 26 مارس 1911 - لندن 20 أبريل 2003) عرف بأعماله حول علم الكيمياء الحيوية العصبي تقاسم جائزة نوبل في الطب أو الفيزيولوجيا عام 1970 مع كل من فون أولر وأكسلرود تم تكريمه بلقب سير عام 1970.

## روابط خارجية
- برنارد كاتس على موقع الموسوعة البريطانية (الإنجليزية)
- برنارد كاتس على موقع مونزينجر (الألمانية)
- برنارد كاتس على موقع إن إن دي بي (الإنجليزية)